# Zawiszów (Góra)
Pour les articles homonymes, voir Zawiszów.
Zawiszów est une localité polonaise de la gmina de Jemielno, située dans le powiat de Góra en voïvodie de Basse-Silésie.